# Odonatrix
Odonatrix – polski biuletyn poświęcony ważkom (Odonata), ISSN 1733–8239. W latach 2005–2006 wydawany w Lublinie przez Polskie Towarzystwo Entomologiczne – Sekcję Odontologiczną, od roku 2007 w Olsztynie przez Wydawnictwo Mantis. Siedzibą redakcji jest Zakład Zoologii Uniwersytetu Marii Curie-Skłodowskiej w Lublinie.
Streszczenia oraz numery w formacie PDF są dostępne w Internecie.
Redakcja: dr Paweł Buczyński (redaktor naczelny), mgr Edyta Buczyńska (sekretarz), dr Grzegorz Tończyk.
Rada Programowa: dr Rafał Bernard (Poznań), prof. dr hab. Jarosław Buszko (Toruń), dr hab. Stanisław Czachorowski prof. UWM (Olsztyn), dr Reinhard Jödicke (Westerstede, Niemcy), Bernd Kunz (Langenburg, Niemcy), dr inż. Andrzej Łabędzki (Poznań), prof. dr hab. Jacek Łętowski (Lublin). Teksty w działach „Artykuły” i „Notatki” są recenzowane.